# Distretto di Bajan-Ovoo (Hėntij)
Il distretto di Bajan-Ovoo è uno dei diciassette distretti (sum) in cui è suddivisa la provincia del Hėntij, in Mongolia. Conta una popolazione di 1.581 abitanti (censimento 2010). 